# El Petit Príncep (pel·lícula)
El Petit Príncep (títol original en francès: Le Petit Prince) és una pel·lícula de dibuixos animats francesa realitzada per Mark Osborne, adaptació del llibre d'Antoine de Saint-Exupéry. Es va estrenar el 22 de maig de 2015 al 68º Festival de Cinema de Cannes en una projecció fora de competició, seguit d'un llançament ample a França el 29 de juliol per Paramount Pictures. Netflix, més tard, va adquirir els drets de distribució als Estats Units i el va llançar el 5 d'agost de l'any 2016, aquest mateix any va rebre el premi César al millor film d'animació.
La pel·lícula combina dues tècniques d'animació: imatges gràfiques (per ordinador) i animació en volum (imatge a imatge). Ha estat doblada al català.

## Argument
Instigada per la seva mare extremadament ocupada i organitzada, una jove es prepara per poder entrar a una escola reconeguda pel món dels adults: lAcadémie Werth. El seu veí, un vell aviador li explicarà una anècdota que va viure durant una estada al desert del Sàhara.
A causa d'un aterratge forçat, l'aviador, d'una manera inesperada, coneix el Petit Príncep, un personatge amb una vida molt peculiar que atreu ràpidament al protagonista. De manera que, dia rere dia, li va revelant aspectes de la seva trajectòria personal.
El Petit Príncep ve d'un petit asteroide. Allà se sentia molt sol, motiu pel qual va decidir abandonar el seu planeta i anar per altres en busca d'amistats. En cadascun dels planetes habita una personalitat diferent; un vanitós, un bevedor, un home de negocis, un fanaler, un geògraf i quan entra al planeta terra coneix a l'aviador, que també patia la soledat, i coneix altres personatges, un dels quals aprèn que l'essencial és invisible als ulls.

## Anàlisi
El Petit Príncep és una faula sobre la recerca permanent de l'home, tot tractant temes essencials com: la bondat, la imaginació i l'amistat. Sembla una qüestió molt simple, però ajuda a plantejar l'essencial de la vida. La resposta que dona l'argument és sorprenent, ja que els aspectes rellevants per la majoria d'homes de la terra és la raó d'existir del petit príncep.
Antoine de Saint Exupéry recomana conservar dins de cadascú de nosaltres el nen que tots hem sigut, mantenir l'afany pel coneixement, la imaginació i la senzillesa de cor pròpies de la infància.

## Repartiment i personatges
- Riley Osborne com el Petit Príncep, un nen eternament jove i resident de "B612". Es presenta com un noi molt amable, apassionat i curiós es veu que amb el seu cor, un dels molts temes de la pel·lícula.
- Paul Rudd com el Sr. Prince, l'ara adult petit príncep que va oblidar el seu passat, i que es converteix en un conserge per a l'home de negocis més endavant en la pel·lícula.
- Mackenzie Foy com el de la nena, una noia intel·ligent i precoç.
- Jeff Bridges com l'aviador.
- Rachel McAdams com la mare de la nena.
- James Franco com la guineu vermella de qui el Petit Príncep té cura.
- Marion Cotillard com la rosa brillant a qui el Petit Príncep té cura.
- Benicio del Toro com el de la serp verinosa i sinistra a qui el Petit Príncep es reuneix de forma instantània.
- Albert Brooks com l'home de negocis, un addicte a la feina que posseeix les estrelles al cel i genera diners per comprar més estrelles.
- Paul Giamatti com l'Acadèmia de Mestres, un lloc on els nens es transformen en adults addictes a la feina.
- Bud Cort com el rei d'un asteroide d'on és natural.
- Ricky Gervais fa d'home vanitós que concep una personalitat i s'enganxa a ella.
- Jacquie Barnbrook com la infermera de l'hospital on es hospitalitzat l'aviador.
- Marcel Ponts d'un veí que té curiositat per les actituds de l'aviador.
- Jeffy Branion com la oficial de policia que en repetides ocasions la detenció i presó de l'aviador.
- Guillaume Canet com Mr. Prince.